# Maison aux 20-22, rue de la Laine à Wissembourg
La maison aux 20-22, rue de la Laine est un monument historique situé à Wissembourg, dans le département français du Bas-Rhin.

## Localisation
Ce bâtiment est situé aux 20-22, rue de la Laine à Wissembourg.

## Historique
L'édifice fait l'objet d'un classement au titre des monuments historiques depuis 1929.

## Architecture

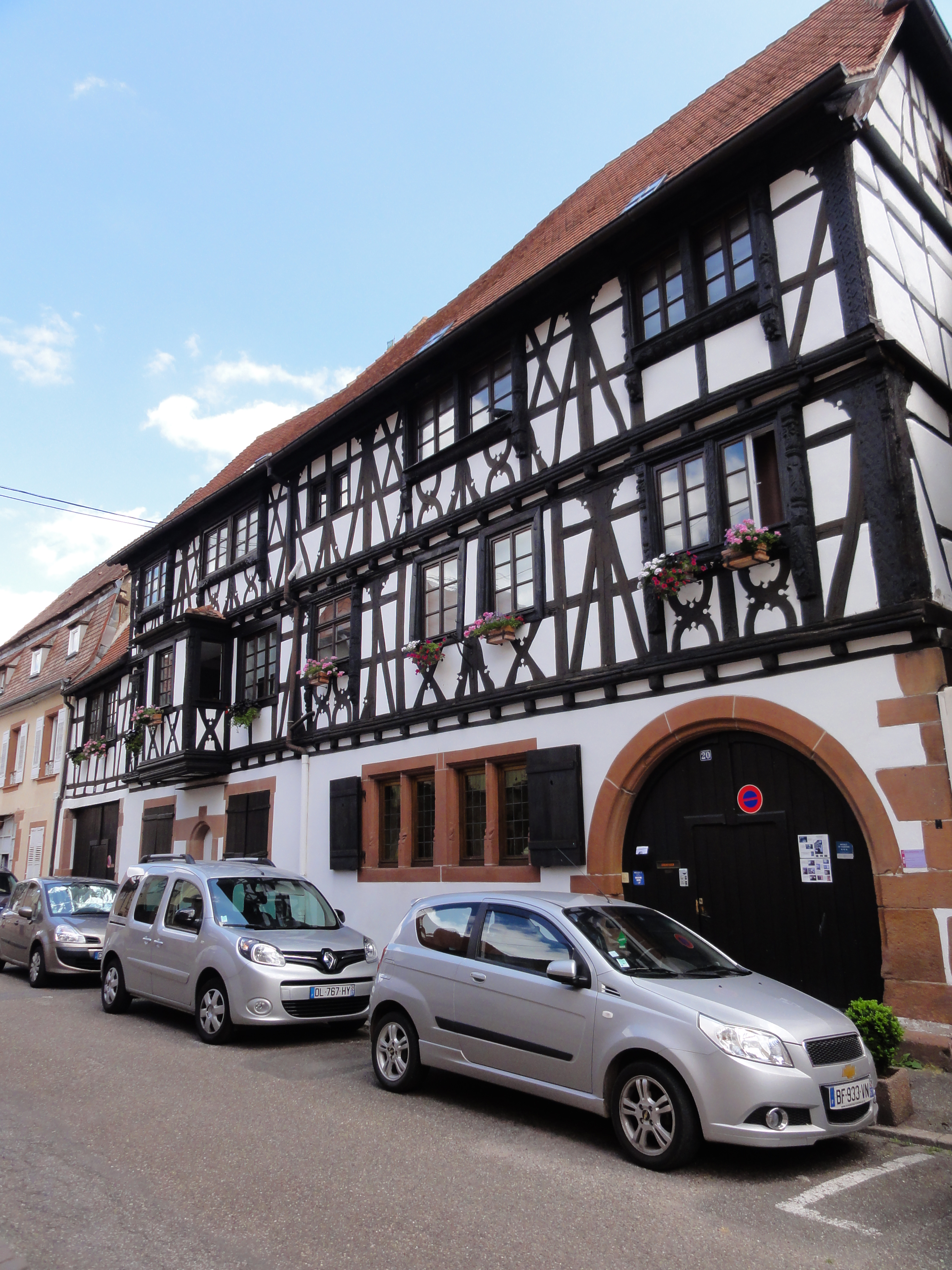
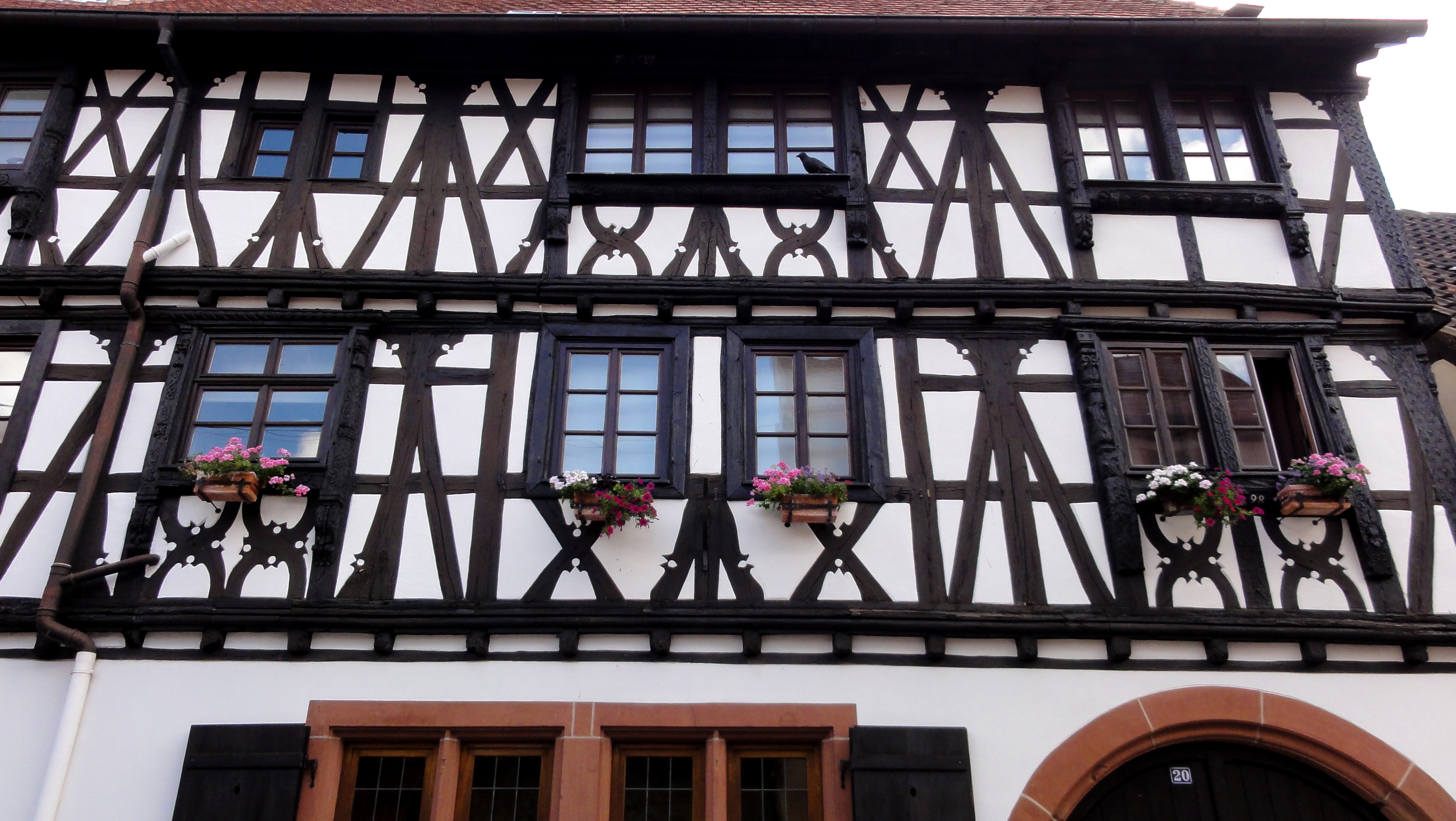
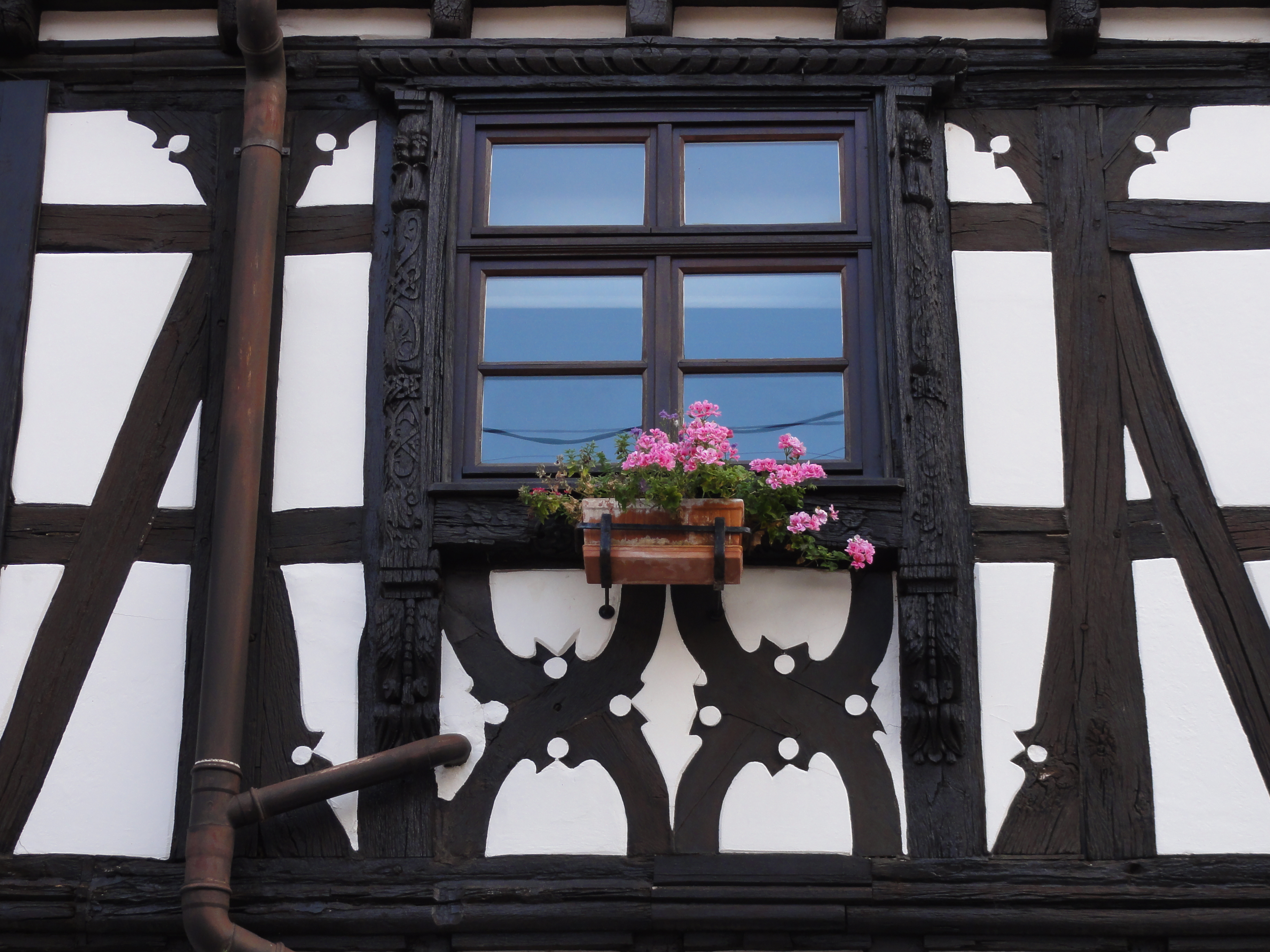
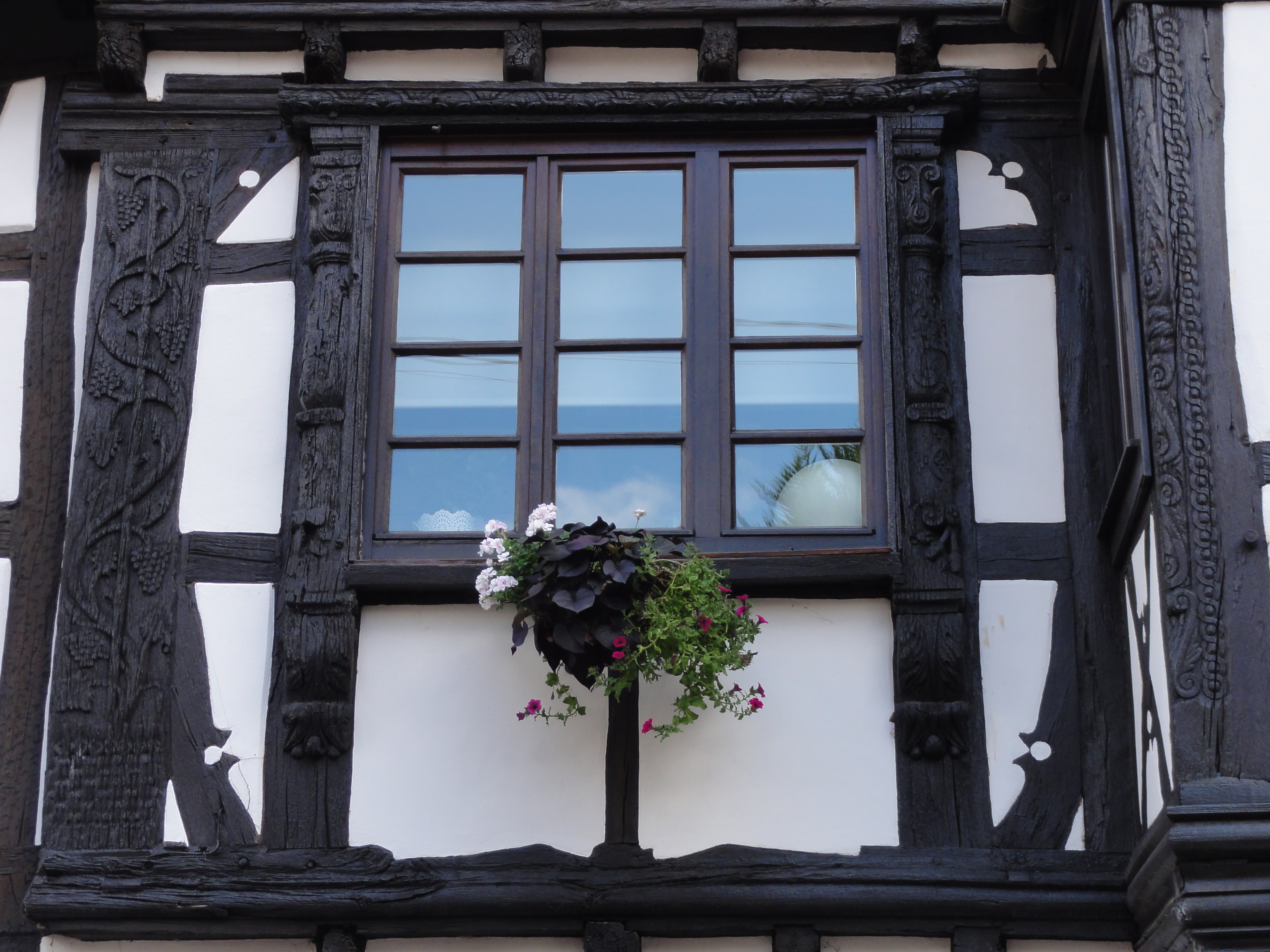